# تریسی (مینه‌سوتا)
تریسی، مینه‌سوتا (به انگلیسی: Tracy, Minnesota) یک شهر در ایالات متحده آمریکا است که در شهرستان لیون واقع شده‌است.

## خصوصیات
تریسی ۵٫۷۸ کیلومترمربع مساحت و ۲٬۱۶۳ نفر جمعیت دارد و ۴۲۴ متر بالاتر از سطح دریا واقع شده‌است.